# کاظم شبیب
کاظم شبیب (انگلیسی: Kadim Shibib؛ زادهٔ ۱ ژوئیهٔ ۱۹۵۶) بازیکن فوتبال اهل عراق بود.
وی به‌همراه تیم ملی فوتبال عراق در بازی‌های المپیک تابستانی ۱۹۸۰ شرکت کرده‌است.